# كريس ويلر (مدربة كرة سلة)
كريس ويلر (بالإنجليزية: Chris Weller)‏ هي مدربة كرة سلة أمريكية، ولدت في 12 يوليو 1944.

## روابط خارجية
- كريس ويلر على موقع قاعة مشاهير كرة السلة للسيدات (الإنجليزية)
- كريس ويلر على موقع كلية كرة السلة في سبورتس رفرنس.كوم (الإنجليزية)